# Mariko Ebralidze
Mariko Ebralidze (georgiska: მარიკო ებრალიძე), född 1984 i Tbilisi, Georgiska SSR, Sovjetunionen,
är en georgisk sångerska.
Ebralidze kommer att representera sitt hemland i Eurovision Song Contest 2014 i Köpenhamn tillsammans med gruppen The Shin.

## Biografi
Ebralidze föddes i Georgiens huvudstad Tbilisi 1984. 2000 studerade hon vid Zakaria Paliasjvili-musikskolan i sin hemstad samt vid det pedagogiska institutet för musik mellan 2004 och 2008. Hon tog kandidatexamen som solist och lärare 2008. Hon har främst blivit känd i Georgien som jazzsångerska. Sedan 2008 har Ebralidze varit solist i Tbilisis kommuns orkester. Ebralidze har vunnit ett flertal utmärkelser för sin musik.
Den 4 februari 2014 presenterade GPB vid en presskonferens att Ebralidze kommer att tävla för Georgien i Eurovision Song Contest 2014 tillsammans med den Tysklandsbaserade georgiska gruppen The Shin.